# 151
151 је била проста година.

## Догађаји
- Митилена и Смирна су уништене земљотресом.
- Прва година Иуањиа кинеске династије Хан.
- Урађен је детаљ са каменог рељефа у светишту породице Ву (Вулиангци), Јиакианг, Схандонг (династија Хан).